# Драйсон, Пол
Достопочтенный Пол Радд Драйсон, Барон Драйсон (англ. The Right Honourable Paul Rudd Drayson, Baron Drayson, 5 марта 1960 года) — британский политический деятель (член Лейбористской партии), бизнесмен и гонщик-любитель. Член Королевской инженерной академии наук и Тайного совета Великобритании. Занимал пост министра науки в Министерстве предпринимательства, инноваций и ремесел Великобритании до мая 2010 года, сменив на этом посту Иэна Пирсона. В июне 2009 года он был дополнительно назначен государственным министром по реформе стратегических оборонных закупок (англ. Minister of State for Strategic Defence Acquisition Reform) Министерства обороны Великобритании. В 2010 году после ухода со всех постов в результате поражения лейбористов на выборах в Парламент
он решил полностью посвятить себя своей автоспортивной компании Drayson Racing Technology. В настоящее время является председателем и управляющим директором Drayson Technologies Ltd.

## Ранняя жизнь и начало карьеры
После посещения колледжа Святого Дунстана, Пол Драйсон окончил Астонский университет по специальности «технологии производства», а затем в 1986 году получил докторскую степень в области робототехники. С 1986 по 1991 год он был управляющим директором Lambourn Food Company. С 1992 по 1998 год он был управляющим директором Justin de Blank Ltd.
В 1993 году он стал одним из основателей акционерного общества PowderJect Pharmaceuticals в Оксфорде, которая специализируется на производстве вакцин, и являлся Генеральным директором до 2003 года, когда PowderJect была приобретена Chiron Corp.
В период с 2001 по 2002 год он был председателем Ассоциации биопромышленности. В период 2002—2005 годов он был председателем кампании по сбору средств на строительство детской больницы в Госпитале Джона Рэдклиффа в Оксфорде. С 2003 года он был Предпринимателем-резидентом (англ. Entrepreneur-in-Residence) на Бизнес-школе Саида, Оксфордского университета.
Драйсон в настоящий момент является президентом Ассоциации автоспортивной индустрии. Он является председателем и главным исполнительным директором Drayson Technologies Ltd, штаб-квартира которой расположена вблизи Оксфорда.

## Лейбористы
Драйсон сильно вложился в Лейбористскую партию; согласно докладам BBC News в 2005 году, он «был сделан лордом, а затем государственным министром Великобритании по оборонным закупкам после предоставления Новым Лейбористам более 1 млн фунтов». Он пожертвовал 100 тысяч фунтов стерлингов в 2002 году, прежде чем компания с ограниченной ответственностью PowderJect Pharmaceuticals получила контракт на 32 миллиона фунтов стерлингов на разработку вакцины против оспы. Он пожертвовал 505 тысяч фунтов стерлингов 17 июня 2004 года, через шесть недель после того, как был назначен в Палату лордов Тони Блэром, а еще 500 тысяч фунтов стерлингов 21 декабря 2004 года.

## Правительство
В мае 2005 года Драйсон заменил Лорда Баха как парламентский заместитель государственного секретаря и министр оборонных закупок и в качестве Представитель правительства по вопросам обороны в Палате лордов.
Обязанности Драйсона по оборонным закупкам в Министерстве обороны было одним из самых высокопрофильных рабочих мест в Министерстве обороны. В его сферу компетенции входил надзор за Агентством по оборонным закупкам и Организации по оборонной логистике. В декабре 2005 года Драйсон опубликовал доклад, озаглавленный «Оборонно-промышленная стратегия».
6 марта 2007 года Драйсон был назначен государственным министром по вопросам оборонительного оборудования и средств поддержки. Он курировал новую Организацию оборонного оборудования и средств поддержки. 29 июня 2007 года он также стал государственным министром во вновь созданном Департаменте по делам бизнеса, предпринимательства и реформы управления, сочетая это со своей ролью в Министерстве обороны.
Он отошёл от обязанностей министра 7 ноября 2007 года. Официальной причиной его ухода в отставку было его желание участвовать в гонке Ле-Мана, но, как сообщается, фактической причиной было выпадение из обоймы, когда премьер-министр Гордон Браун принял решение о роспуске Организации по услугам оборонного экспорта и дефицит бюджета на оборудование, который сделал бы последующие меры по оборонно-промышленной стратегии в значительной степени нерелевантными. Его работа в качестве министра по оборонным закупкам была передана Леди Тэйлор.
Он вернулся в правительство Брауна в качестве государственного министра по науке и инновациям в Департамент инноваций, университетов и навыков 3 октября 2008 года после перестановки в кабинете министров

## Личная жизнь

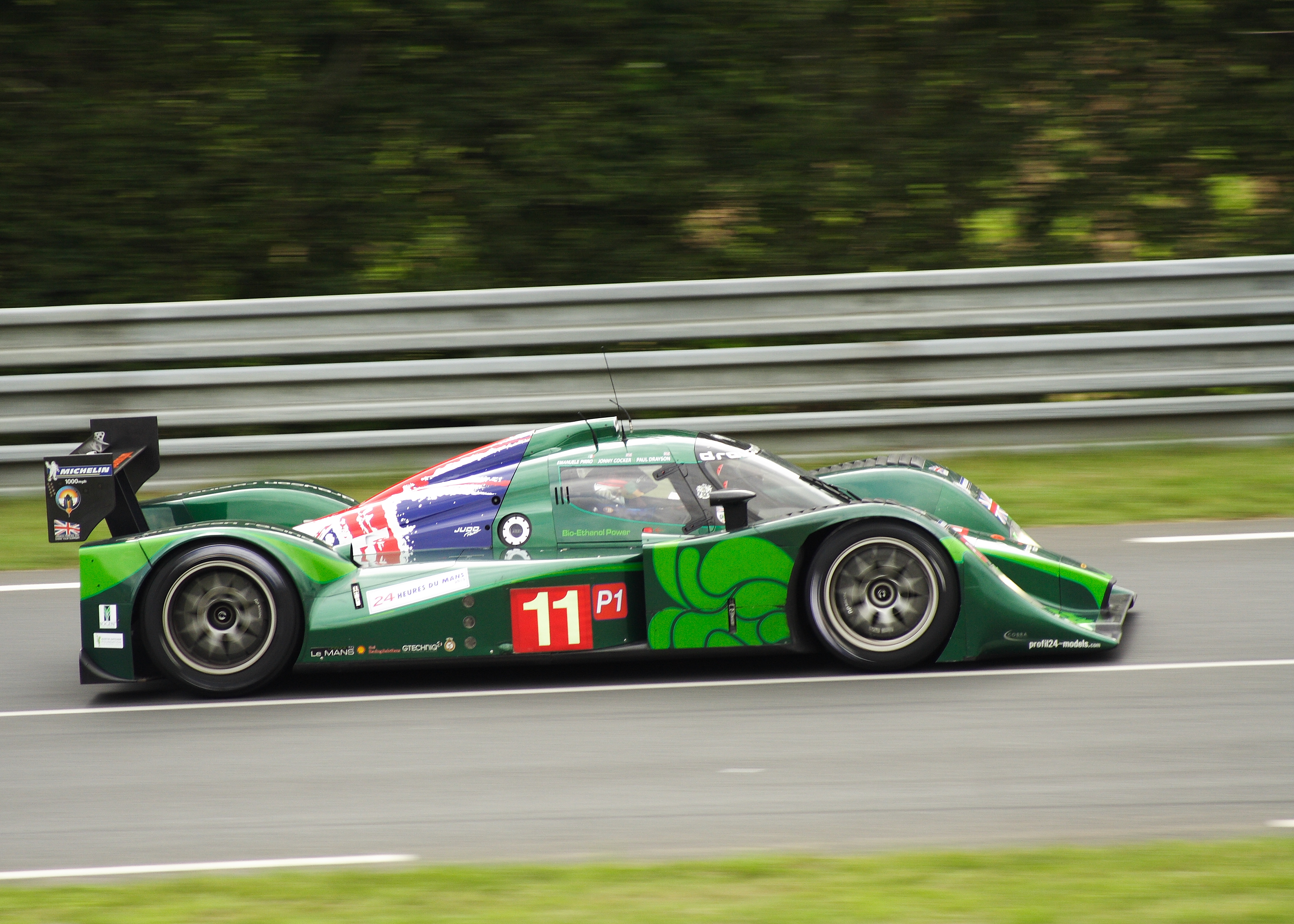
Драйсон управляет машиной Lola B09/60 на гонке 24 часа Ле-Мана 2010.

У Драйсона и его жены пятеро детей, они живут на два дома: в Лондоне и в особняке Nether Lypiatt Manor рядом со Страудом в Глостершире, приобретенном в 2006 году за 5 750 000 фунтов стерлингов у Их Королевских Высочеств Принца и Принцессы Кентских.
Описывавший себя словами «двинут на машинах, а сам — министр в Правительстве» (англ. car nut and I'm a Government minister), Драйсон владеет машиной Aston Martin Vanquish, его жена владеет Aston Martin DB9, а его коллекция машин включает в себя Lotus Elan. Он также участвовал в гонках на GT3-спецификации гоночного автомобиля Aston Martin DBRS9 с биоэтанольным двигателем за команду Barwell Motorsport в Чемпионате Великобритании по автогонкам в классе GT. Он участвовал в Американской серии Ле-Ман (ALMS).
Драйсон родился слепым на один глаз, что, в соответствии с правилами FIA, помешало ему приобрести международную гоночную лицензию для участия в 24 часах Ле Мана. В свете его выступления во время ALMS сезона 2008 года и изменения правил FIA он получил международную лицензию, позволившую ему возможность соревноваться на 24 часа Ле-Мана 2009. Драйсон финишировал на 37-м месте в общем зачёте и 12-м в классе. Он также участвовал в гонке 2010 года, но не смог финишировать.
На 2011 год Драйсон соревновался в течение двух сезонов Американской серии Ле-Ман с лучшим победным финишем в гонке 2010 Road America на машине класса LMP Lola B09/60. В 2011 году, Drayson переключился на Кубок EV (англ. EV Cup), новый чемпионат для электрических автомобилей. Он выступал на Westfield iRACER.

## Результаты в гонке 24 часа Ле-Мана
| Год  | Команда        | Другие пилоты                 | Машина                      | Класс | Кругов | Поз. | Класс Поз. |
| ---- | -------------- | ----------------------------- | --------------------------- | ----- | ------ | ---- | ---------- |
| 2009 | Drayson Racing | Джонни Кокер Марино Франкитти | Aston Martin V8 Vantage GT2 | GT2   | 272    | DNF  | DNF        |
| 2010 | Drayson Racing | Джонни Кокер Эмануэле Пирро   | Lola B09/60-Judd            | LMP1  | 254    | NC   | NC         |

## Почётные звания и награды
В мае 2004 года он был возведён в Палату лордов от Королевского боро Кенсингтон и Челси, что дало ему рабочий титул «Барон Драйсон» из Кенсингтона. В июле 2011 года, Драйсон был избран Действительным членом Королевской инженерной академии, национальной академия машиностроения Великобритании.